# Epicasta
Epicasta (en grec antic Ἐπικάστη), segons la mitologia grega va ser una filla de Calidó, heroi etoli.
Casada amb Agènor, fou mare de Portàon i de Demònice.